# Poysdorf
Poysdorf osztrák város Alsó-Ausztria Mistelbachi járásában. 2021 januárjában 5500 lakosa volt. 

## Elhelyezkedése

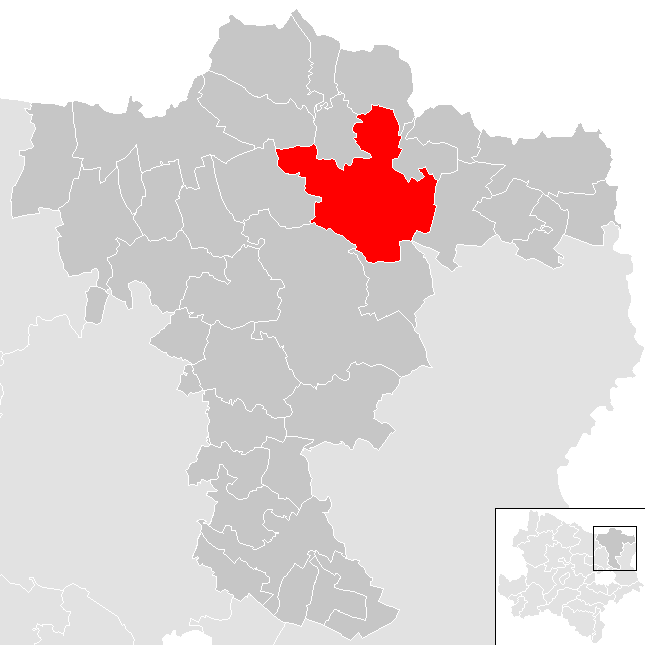
Poysdorf a Mistelbachi járásban

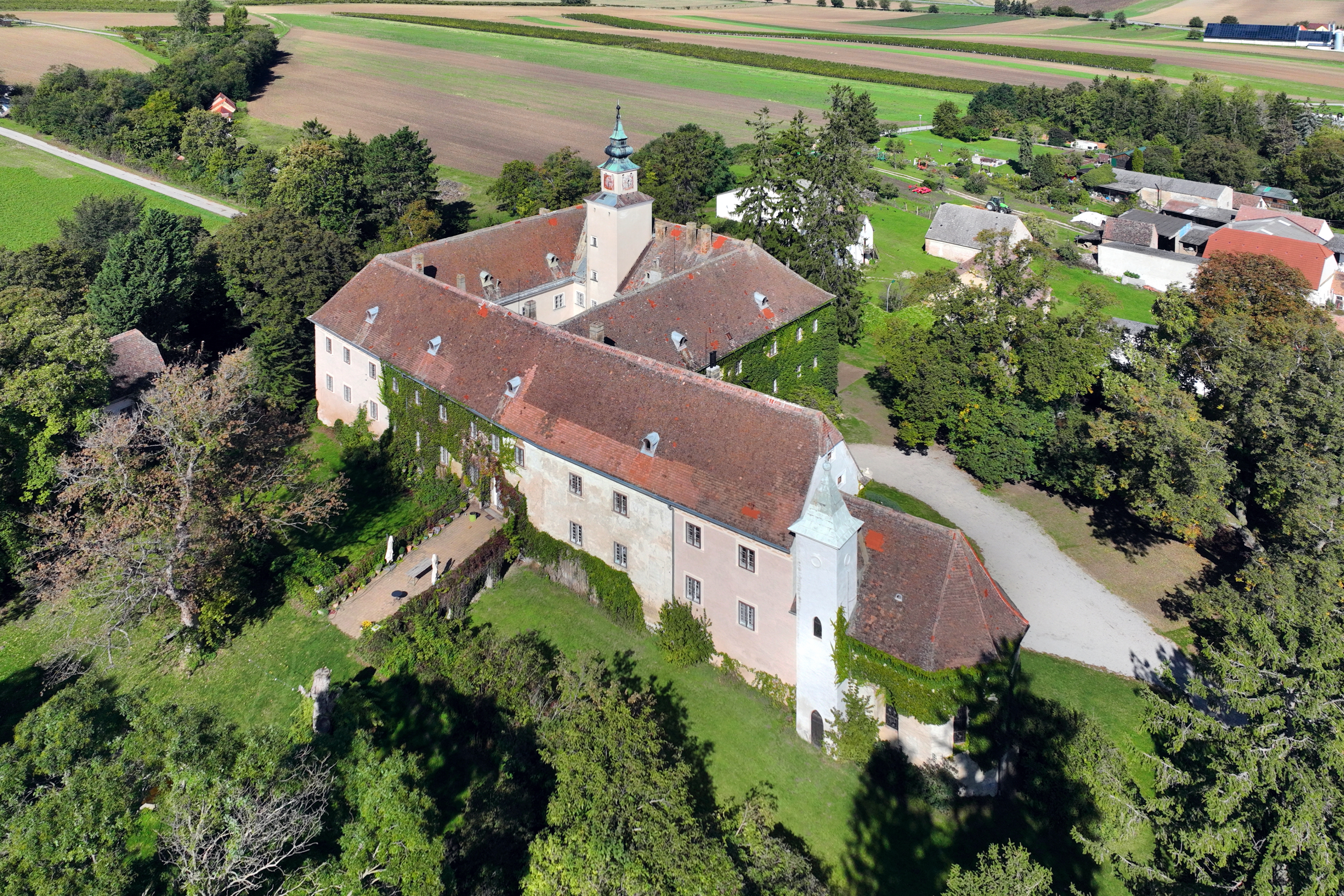
A poysbrunni kastély

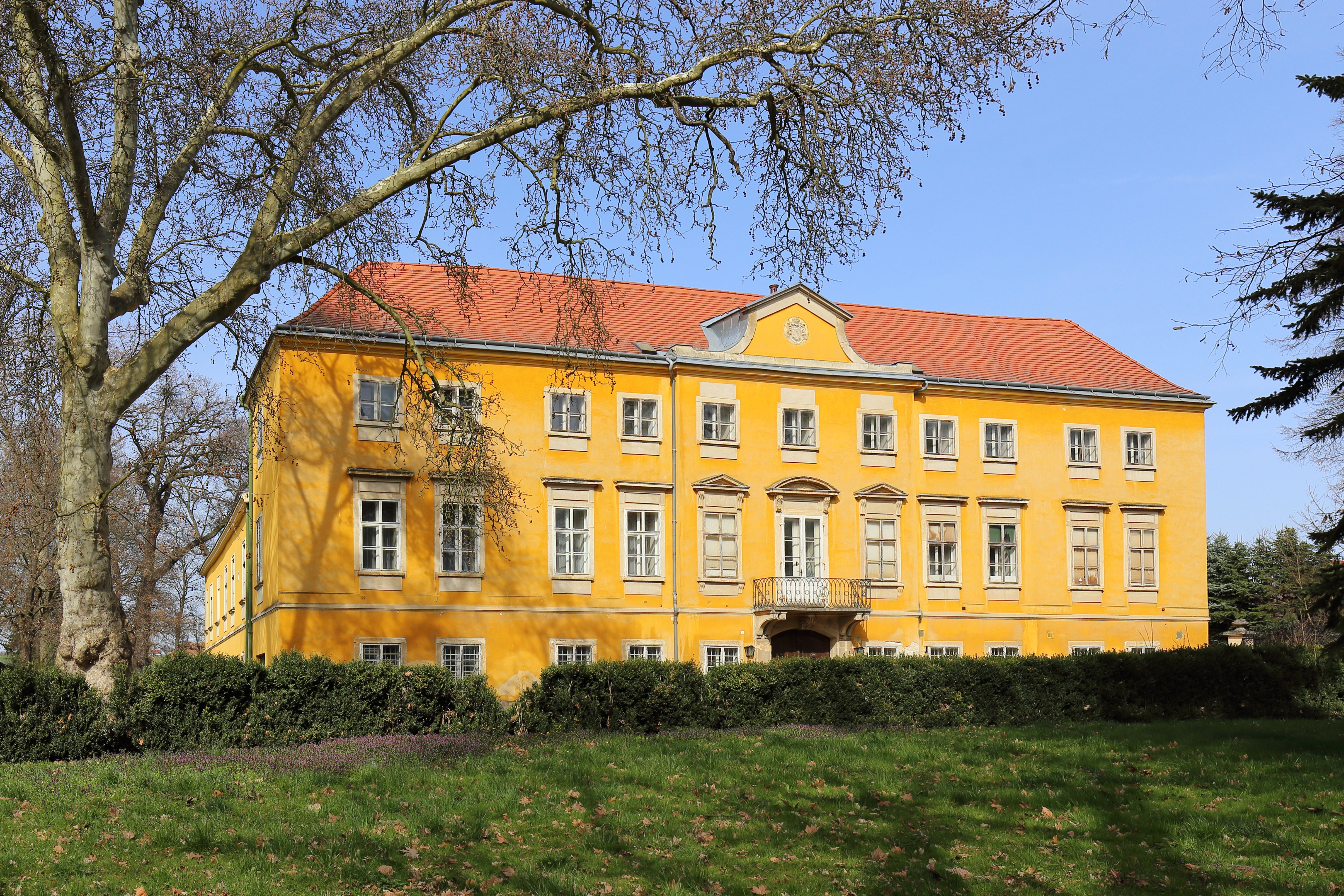
A walterskircheni kastély

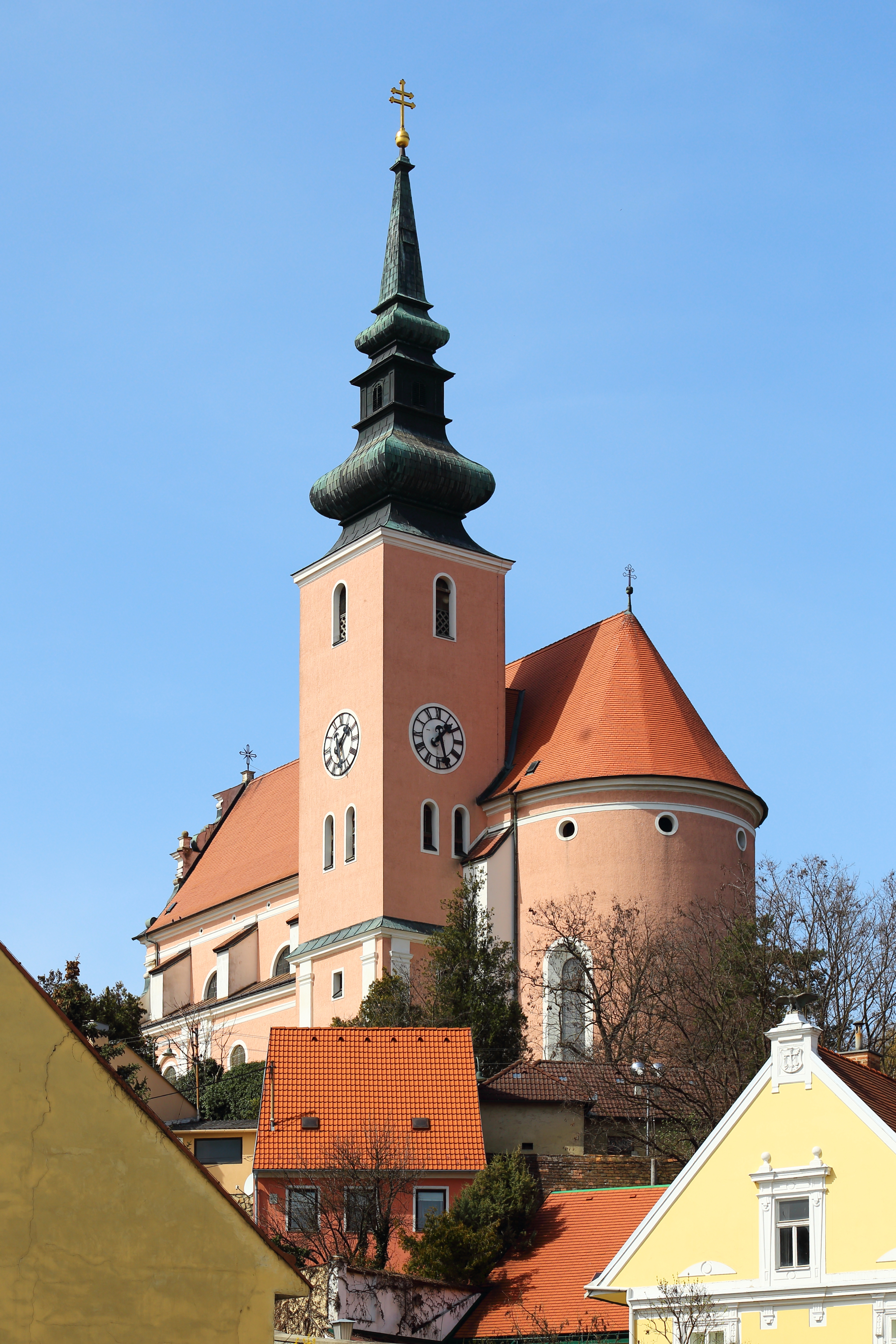
A Keresztelő Szt. János-plébániatemplom

Poysdorf a tartomány Weinviertel régiójában fekszik a Weinvierteli-dombságon, a Poybach patak mentén. Területének 11,8%-a erdő, 66,4% áll mezőgazdasági művelés alatt. Az önkormányzat 10 települést, illetve településrészt egyesít: Altruppersdorf (341 lakos 2021-ben), Erdberg (242), Föllim (169), Ketzelsdorf (193), Kleinhadersdorf (444), Poysbrunn (364), Poysdorf (2614), Walterskirchen (437), Wetzelsdorf (503) és Wilhelmsdorf (193).
A környező önkormányzatok: északra Drasenhofen, északkeletre Herrnbaumgarten, keletre Großkrut, délkeletre Hauskirchen, délre Wilfersdorf, délnyugatra Mistelbach, nyugatra Staatz, északnyugatra Neudorf im Weinviertel és Falkenstein.

## Története
Poysdorfot a klosterneuburgi apátság egyik 1194/1196-os oklevelében említik először, mely szerint Rapoto von Liechtenstein két itteni birtokot adományozott a kolostornak, amikor lányát oda befogadták. Neve a szláv Boj/Bojan személynévből származik. A magyar és cseh határ mentén fekvő település gyakran került idegen megszállás alá, például a magyarok 1176-ban, 1226-ban és 1242-ben is elfoglalták. 
1582-ben II. Rudolf császár mezővárosi jogokat adott a borkereskedelméről ismert Poysdorfnak, amely ekkor 200 házból állt. A harmincéves háború sok szenvedést hozott a lakosságnak. 1631-ben Wallenstein egyik ezredét szállásolták el, 1639-ben pedig az akkor már 250 házból 170 pusztult el egy tűzvészben. 1645-ben Lennart Torstennson svéd generális katonái kvártélyozták el magukat Poysdorfban, akik már számos környező települést kifosztottak. A poysdorfiak borral, élőállatokkal, zabbal és egyéb élelmiszerrel védlevelet váltottak a tábornoknál, így elkerülték a fosztogatást. 1645 telén azonban pestis tört ki a mezővárosban és lakói és a menekültek közül állítólag ötezren vesztek oda.  
Az 1848-as forradalom után megszüntették a feudális birtokrendszert, megalakulhatott Poysdorf önkormányzata és 1850-ben először választottak polgármestert. Ekkor Poysdorfban helyezték el a kerületi bíróságot is, de két évvel később áthelyezték Mistelbachba (1895-2002 között ismét működött kerületi bíróság a településen). 1866-ban a porosz-osztrák háborúban a poroszok megszállták a mezővárost és 6 ezer ulánust szállásoltak el benne. A katonasággal járványok - tífusz, vérhas és kolera- is érkeztek; a kolerajárványnak 180 helyi és 136 porosz áldozata volt. A vasúti hálózatba 1888-ban kötötték be Poysdorfot (a vonalfelszámolások miatt a vasútállomást 1987-ben bezárták).  
Az első világháborúban 600 poysdorfit soroztak be; közülük 100-an estek el. 1923-ban Poysdorf városi rangot kapott. 
A második világháború végén heves harcok dúltak Poysdorfban és a környékén. 1945 áprilisában több légitámadás érte a települést, melyekben hárman meghaltak és 40 ház megrongálódott. A Vörös Hadsereg április 20-án érte el a várost, amelyet a Feldherrnhalle páncélgránátos hasosztály egységei védtek. Heves tűzharc után a németek végül felrobbantották a Poybach hídjait és visszavonultak. A szovjet katonák fosztogattak, nőket erőszakoltak meg és tizenegy poysdorfi polgárt meggyilkoltak. Májusban elérte a várost a csehszlovákiai Brünnből kiűzött német polgárok halálmenete. Poysdorfban 122 tagjukat temették el.  

## Lakosság
A poysdorfi önkormányzat területén 2021 januárjában 5500 fő élt. A lakosságszám 1939-ben érte el csúcspontját 8257 fővel, azóta csökkenő tendenciát mutat. 2018-ban az ittlakók 91,4%-a volt osztrák állampolgár; a külföldiek közül 1,1% a régi (2004 előtti), 2,4 az új EU-tagállamokból érkezett. 3,2% az egykori Jugoszlávia (Szlovénia és Horvátország nélkül) vagy Törökország, 1,9% egyéb országok polgára volt. 2001-ben a lakosok 88,9%-a római katolikusnak, 6,2% mohamedánnak, 2,9% pedig felekezeten kívülinek vallotta magát. Ugyanekkor 4 magyar élt a városban; a legnagyobb nemzetiségi csoportokat a németek (91,2%) mellett a bosnyákok (2,8%) és a horvátok (1,6%) alkották. 
A népesség változása:

| 2016 | 5 506 |
| 2018 | 5 527 |

## Látnivalók
- a poysbrunni kastély
- a walterskircheni kastély

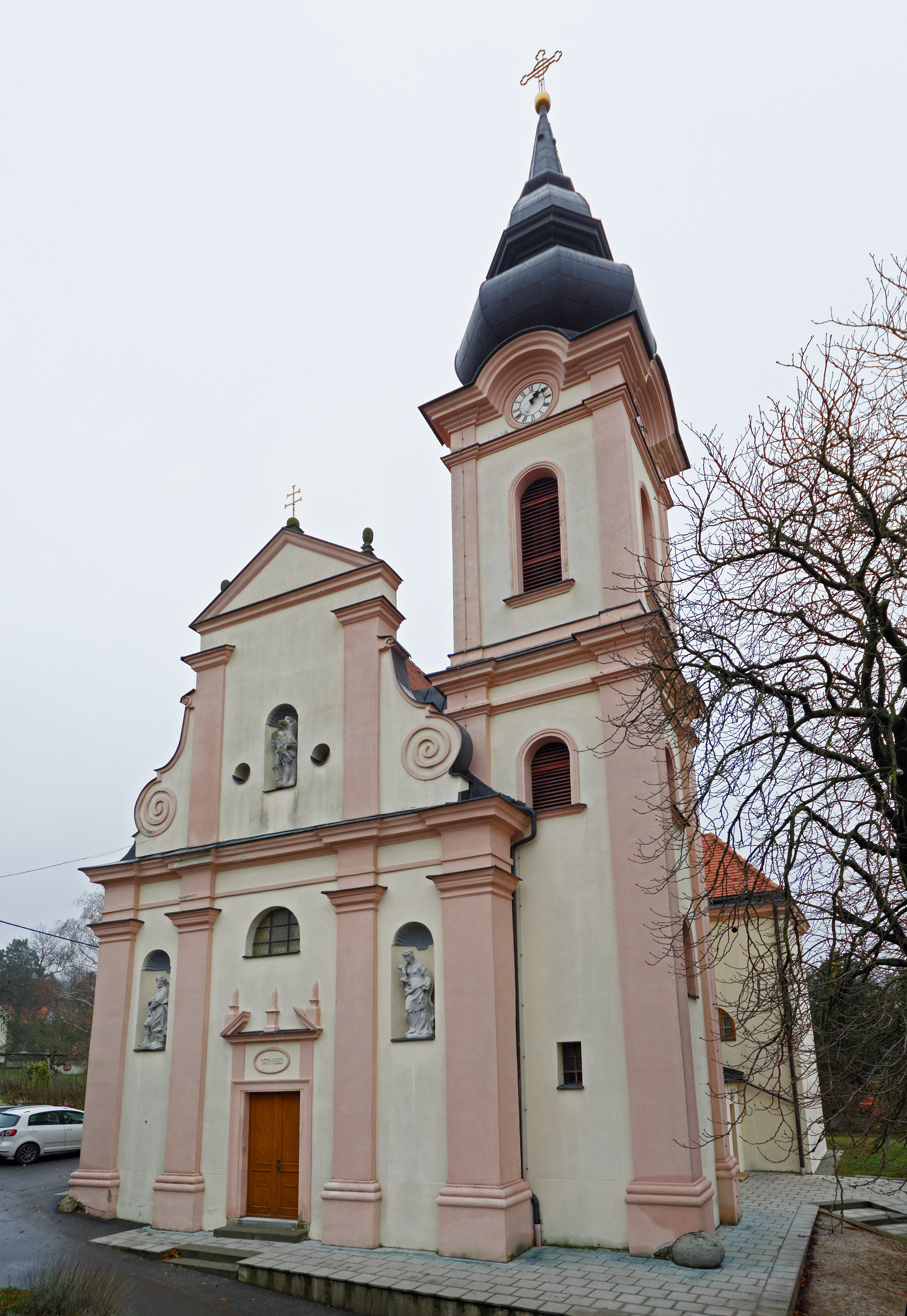
A Szt. Sebestyén-plébániatemplom

- a poysdorfi Keresztelő Szt. János-plébániatemplom
- az altruppersdorfi Szt. Sebestyén-plébániatemplom
- az erdbergi Szt. Péter és Pál-plébániatemplom
- a Vino Versum bormúzeum
- az oldtimer-múzeum
- a poysdorfi régi pincesor

## Híres poysdorfiak
- Franz Joseph Müller von Reichenstein (1740–1825), vegyész, a tellur felfedezője

## Testvértelepülések
- Dettelbach (Németország)

## Fordítás
- Ez a szócikk részben vagy egészben  a   Poysdorf című német Wikipédia-szócikk ezen változatának fordításán alapul.  Az eredeti cikk szerkesztőit annak laptörténete sorolja fel. Ez a jelzés csupán a megfogalmazás eredetét és a szerzői jogokat jelzi, nem szolgál a cikkben szereplő információk forrásmegjelöléseként.